# Tetràpodes
|  | «Tetràpode» redirigeix aquí. Vegeu-ne altres significats a «Tetràpode (estructura)». |

Els tetràpodes (terme derivat del grec que literalment significa ‘[animals de] quatre potes’) són un clade de vertebrats sarcopterigis que inclou els animals de quatre potes i els seus avantpassats directes, el peixos d'aletes lobulades, essent la branca d'animals que van evolucionar per trepitjar la terra ferma. Es caracteritzen per l'aparició d'uns pulmons que els permeten de captar l'oxigen de l'atmosfera i pel fet que les aletes dels peixos dels que provenien van evolucionar a les dues potes davanteres i dues del darrere que dona nom al grup. El terme és emprat per a referir-se als membres més primitius que radiaren des dels sarcopterigis o peixos d'aletes lobulades als primers amfibis del període Devonià. Els tetràpodes només poden generar dos tipus de pigment, l'eumelanina (negre) i la feomelanina (vermell-taronja-groc). Els rèptils, amfibis, i fins i tot els ocells han trobat mecanismes alternatius per adoptar altres colors que els que permeten aquests dos pigments, com ara el verd o el blau. En canvi, els mamífers no han desenvolupat cap mecanisme alternatiu, cosa que fa que no existeixin mamífers de color verd malgrat els possibles avantatges que podria proporcionar-los a l'hora de camuflar-se.
Els tetràpodes més petits coneguts són unes granotes de Nova Guinea del gènere Paedophryne els adults de les quals fan només 8-9 mm de llargada.

## Definició i filogènesi dels tetràpodes
Existeix un intens debat pel que fa a la definició de "tetràpode". Alguns autors consideren tetràpodes a tots els vertebrats terrestres que tenen potes i als seus ancestres pisciformes amb aletes directament relacionats. Aquests és el concepte de tetràpode seguit en aquest article. Altres autors consideren el terme tetràpode d'una manera molt més restrictiva, i inclouen en aquest grup només als amfibis moderns i als seus avantpassats més propers, i als amniotes i als seus antecessors més immediats.

## Evolució

### Tetràpodes del Devonià
Tradicionalment s'assumeix que els primers tetràpodes apareixen en hàbitats d'aigua dolça de tipus aiguamoll cap a finals del Devonià, fa poc més de 360 milions d'anys. Ja durant el Devonià superior, les plantes terrestres havien estabilitzat els hàbitats d'aigua dolça, permetent l'existència dels primers ecosistemes en aigües dolces, amb cadenes alimentàries cada cop més complexes, cosa que produí noves oportunitats evolutives. Els hàbitats d'aigua dolça no foren els únics llocs plens de líquid ric en matèria orgànica i vorejats amb vegetació densa.
Zones d'aiguamolls com llacunes costaneres i deltes de rius salobres també existiren en aquell temps, i hi ha moltes evidències que suggereixen que fou la classe d'ambients en les que els tetràpodes evolucionaren.
S'han trobat fòssils primerencs d'aquest grup en sediments marins, i atès que els fòssils de tetràpodes primitius en general es troben dispersos per tot el món, l'única manera que haurien pogut separar-se hauria sigut vorejant les costes, cosa que hagués sigut impossible si haguessin viscut exclusivament en ambients d'aigua dolça.

La especialització evolutiva dels vertebrats del Devonià superior dugué als peixos sarcopterigis com Panderichthys evolucionar cap a formes similars a Eusthenopteron que podia respirar aire i vivia en pantans superficials; a Tiktaalik les aletes del qual eren similars a potes podien dur-lo ocasionalment a terra ferma, i precedí als primers amfibis tetràpodes com Acanthostega, els peus del qual tenien vuit dits; i Ichthyostega, que desenvolupà membres forts que li permetien desplaçar-se per terra. Els peixos d'aletes lobulades evolucionaren cap a formes actuals com el "fòssil vivent" celacant.

A més hi ha el problema de l'excreció del nitrogen. L'avantpassat comú de tots els actuals gnathostomata visqué a l'aigua dolça i emigrà posteriorment de nou al mar. Per a resistir la salinitat molt més alta de l'aigua oceànica, desenvolupà la capacitat d'emmagatzemar l'amoníac —residu tòxic del nitrogen— transformant-lo prèviament en urea inofensiva, per a, posteriorment, elevar la salinitat de la sang fins a igualar-la amb la de l'aigua de mar sense incórrer en un enverinament del mateix organisme.
Els peixos d'aletes radiades tornaren més endavant a l'aigua dolça, i perderen la capacitat —ara inútil— de produir urea. Atès que la seva sang contenia més sal que l'aigua dolça, podien simplement desprendre's de l'amoníac a través de les seves brànquies. Quan finalment tornaren a la mar altre cop, en comptes de no recuperar el seu vell recurs de fixar amoníac en urea, desenvoluparen glàndules per a excretar la sal sobrant. Els peixos pulmonats practiquen avui en dia la mateixa estratègia: quan viuen en un medi líquid produeixen amoníac i no urea, però a l'estació seca, quan han de protegir-se en caus al fang, activen el mètode de producció d'urea. Com els peixos cartilaginosos, el celacant pot emmagatzemar la urea a la sang, igual que els únics amfibis que es coneix que poden viure durant llargs períodes en aigua salada (el gripau Bufo marinus i Rana cancrivora).
Els tetràpodes primitius evolucionaren des dels peixos d'aletes lobulades (sarcopterigis), amb un cervell bilobat dins d'un crani aplanat, amb una boca ampla i un musell curt, amb ulls ubicats a la part superior del cap (fet que demostra que van ser habitants del fons). Els seus ancestres immediats havien desenvolupat ja modificacions d'aletes amb bases carnoses (el celacant actual Latimeria és un peix marí d'aletes lobulades relacionat, però que òbviament no posseeix aquestes adaptacions al fons aquàtic).

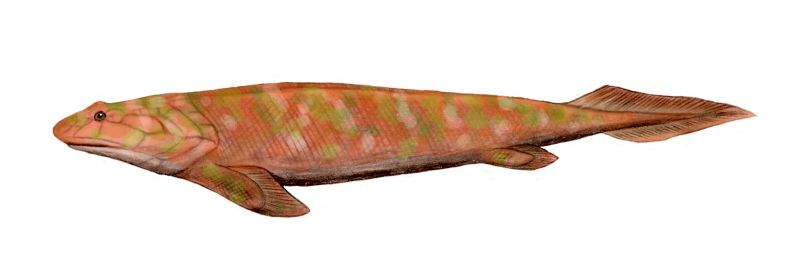
Panderichthys

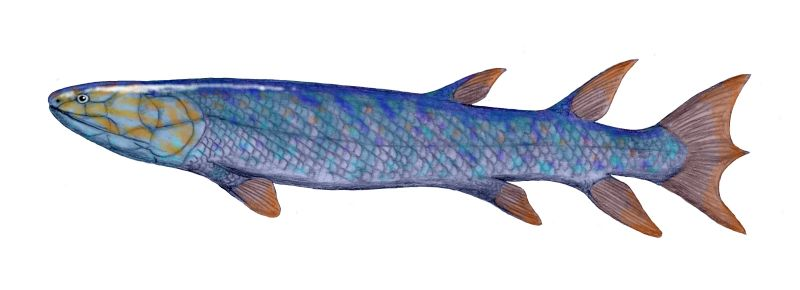
Eusthenopteron

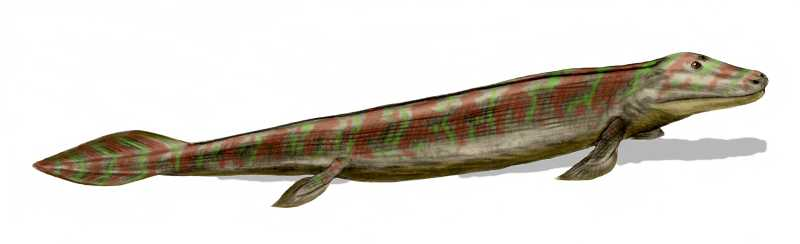
Tiktaalik

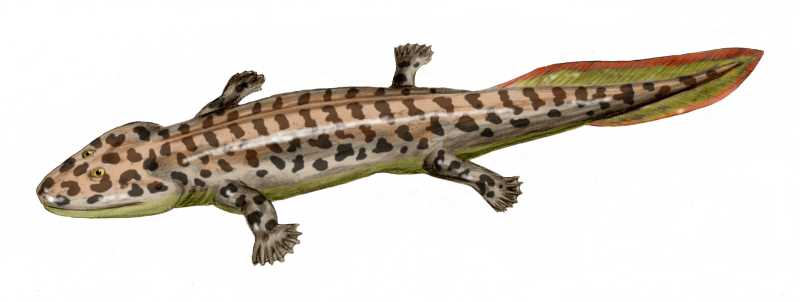
Acanthostega

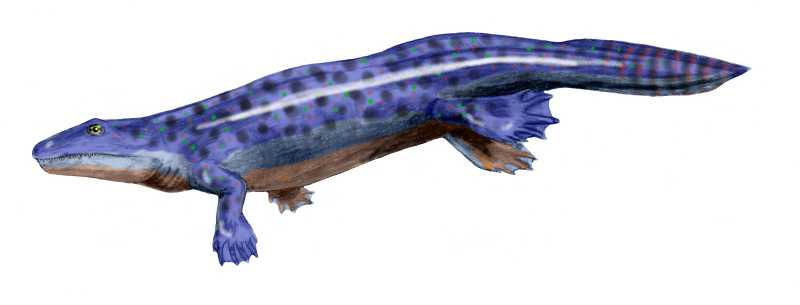
Ichthyostega

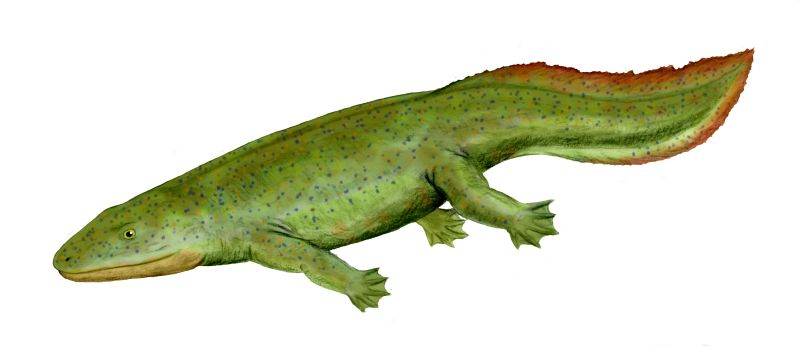
Hynerpeton

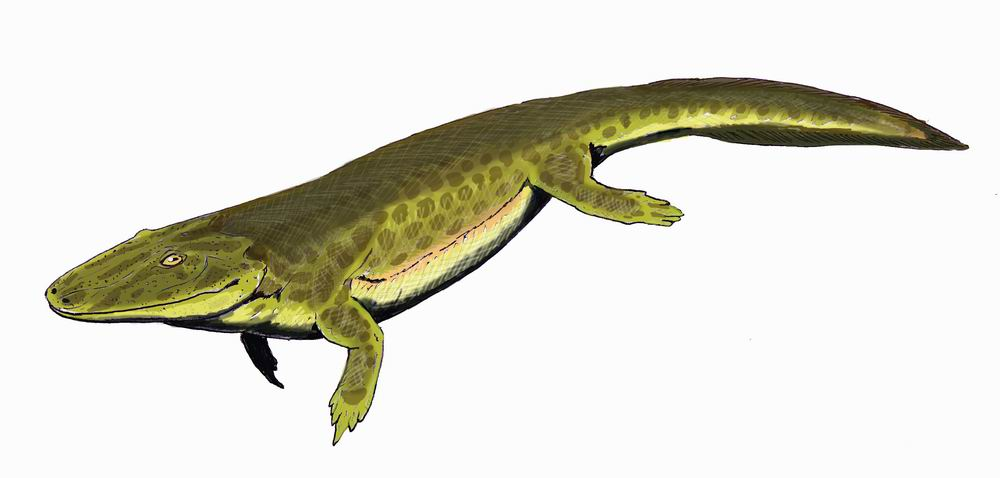
Tulerpeton

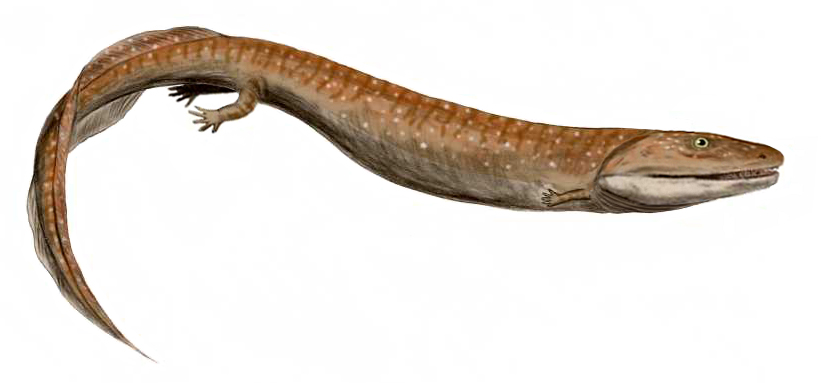
Crassigyrinus

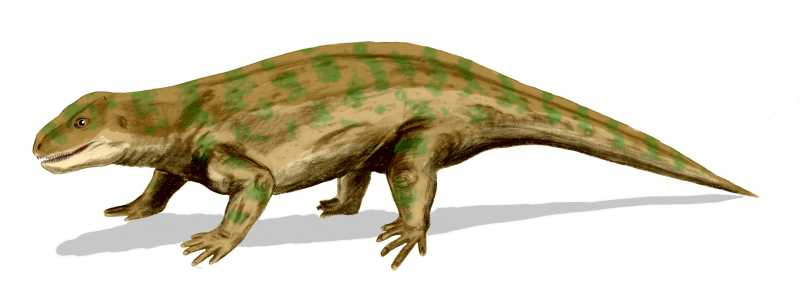
Diadectes

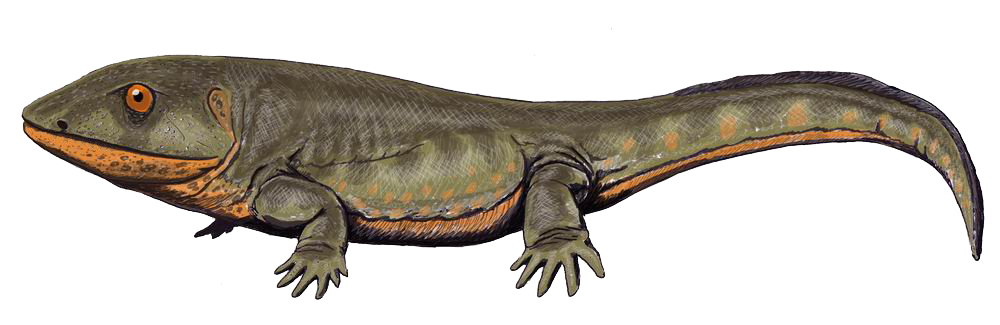
Pederpes

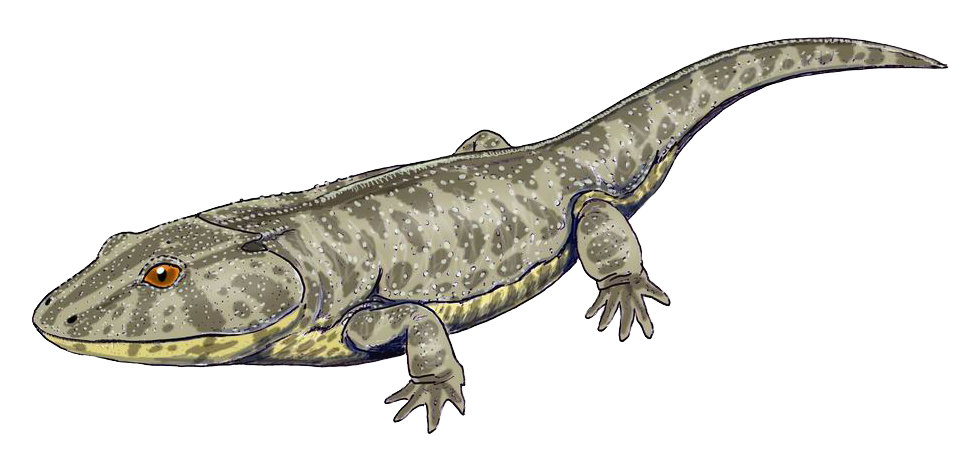
Lyddekerina

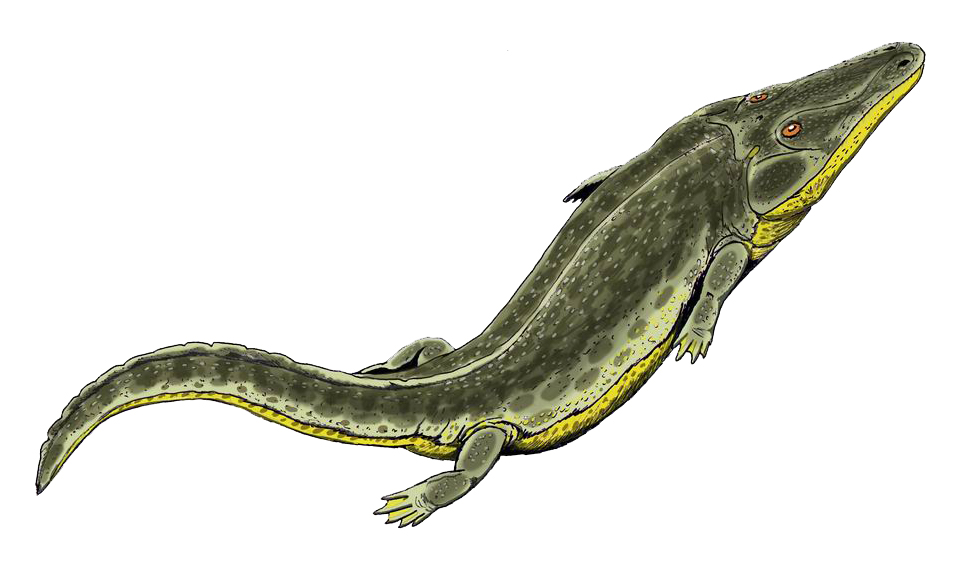
Benthosuchus

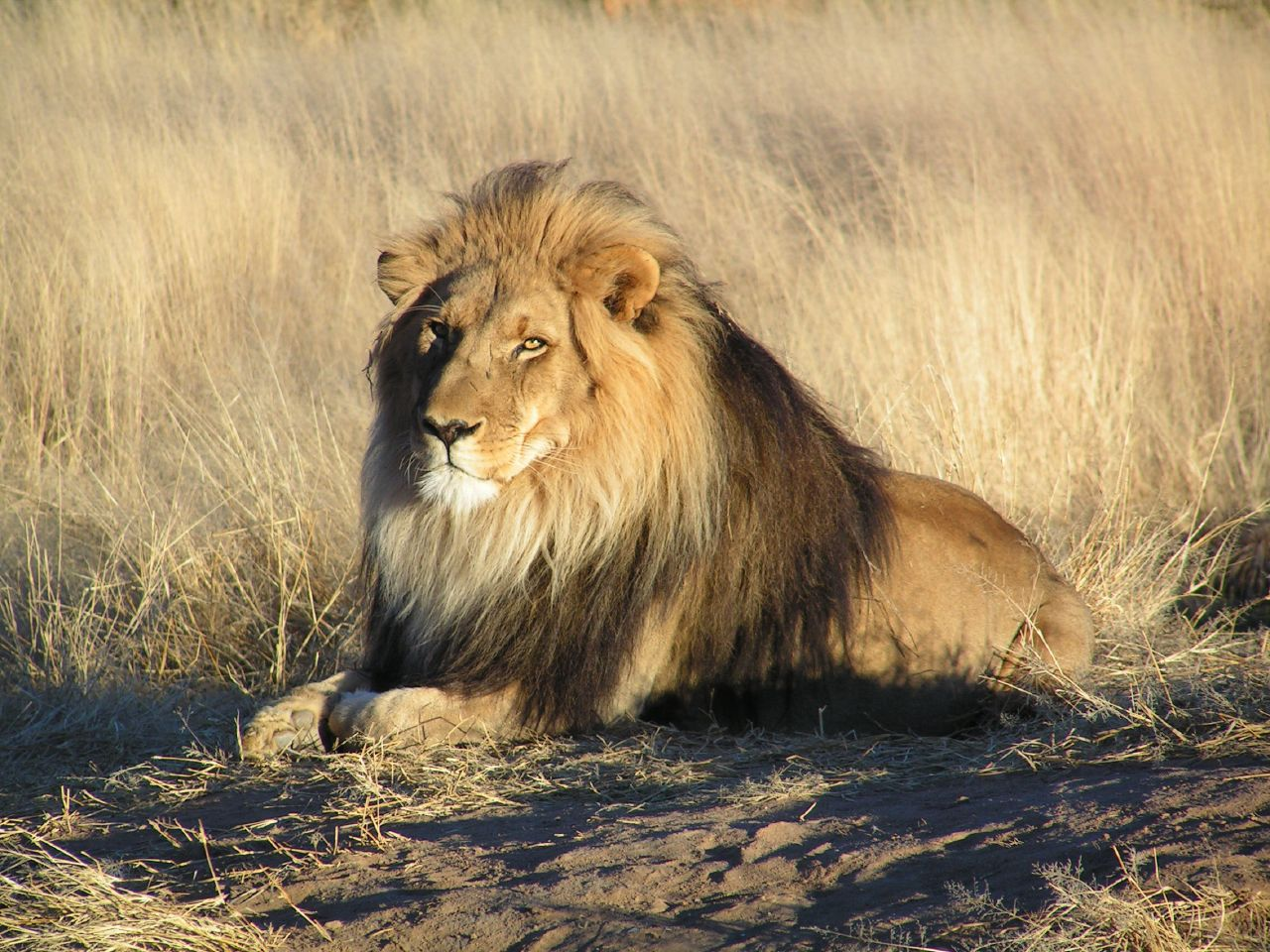
El lleó (Panthera leo) és un mamífer com a tal pertanyent als tetràpodes

Fins i tot està més estretament relacionat Panderichthys. Aquest peix usava les seves aletes com a paletes al fons aquàtic ple de plantes i detritus orgànics. Les aletes també s'haurien pogut usar per a subjectar l'animal a les plantes del fons mentre emboscava les seves preses. La característica universal dels tetràpodes de posseir membres davanters que es dobleguen cap enrere al colze i membres posteriors que es dobleguen cap a davant al genoll es pot remuntar plausiblement als tetràpodes primerencs que visqueren en aigües somes.
Avui en dia, està ben establert que l'avantpassat comú dels peixos ossis tenia pulmons primitius. Això suggereix que es desenvolupà en aigües superficials tèbies, la classe d'hàbitat en què visqueren els sarcopterigis, ambient en què el simple pulmó adquiria utilitat quan el nivell d'oxigen a l'aigua descendia massa. Els peixos pulmonats són ara considerats com els parents vius més propers dels tetràpodes, fins i tot més que el celacant.
Les aletes carnoses sustentades per ossos semblen haver estat un tret original dels peixos ossis primitius (Osteichthyes). Els avantpassats sarcopterigis dels tetràpodes les desenvoluparen encara més, mentre que els antecessors dels peixos d'aletes amb radis (Actinopterygii) evolucionaren els seus membres dins l'esquema oposat. El grup actual més primitiu d'aquests, membre de la família Polypteridae, encara té aletes frontals carnoses.
S'han descrit nou gèneres de tetràpodes del Devonià, diversos coneguts a partir de material inferior de la mandíbula. Tots eren originaris del supercontinent de Lauràsia, que abastà les actuals Europa, Nord-amèrica i Groenlandia. L'única excepció és un sol gènere trobat a Gondwana, Metaxygnathus, descobert a Austràlia. El primer tetràpode devonià identificat d'Àsia fou reconegut a partir d'un maxil·lar] fòssil descrit el 2002. El tetrapode xinès Sinostega pani fou descobert entre plantes tropicals fossilitzades i restes de peixos sarcopterigis en els sediments de la pedra arenosa vermella de la regió autònoma de Ningxia Hui al nord-oest de la Xina. Aquesta troballa estengué substancialment el rang geogràfic d'aquests animals i plantejà noves preguntes sobre la distribució mundial i la gran radiació taxonòmica que obtingueren en un temps evolutivament curt.
Els tetràpodes més primerencs no foren terrestres. Les formes terrestres primigènies confirmades es coneixen a partir dels dipòsits del Carbonífer inferior, uns 20 milions d'anys més tard. No obstant això, les varietats més primitives pogueren haver passat períodes molt breus fora de l'aigua, probablement utilitzant les seves tosques extremitats per a obrir-se camí a través del fang.
Encara és motiu de controvèrsia per què la dinàmica evolutiva els impulsà dur-los a terra. Una raó proposada és que en cert punt del desenvolupament evolutiu els individus joves que gairebé no havien acabat la seva metamorfosi estaven suficientment dotats per a aprofitar els avantatges de l'ambient terrestre. Adaptats ja a l'aire i, com a forma de protecció, a moure's entre la vegetació en aigües baixes properes a la costa (de la mateixa manera que els peixos i amfibis moderns passen la primera part de la seva vida), tenia davant seu dos nínxols molt diferents que s'encavalcaven mútuament. Amb ells a la línia difusa del mig. Un d'aquests ambients estava superpoblat i presentava tota classe de perills mentre que l'altre era molt més segur, estava gairebé despoblat i era abundant en recursos, pels que es requeria quasi nul·la competència. El nínxol terrestre era també un lloc molt més desafiant i divers per als animals aquàtics primaris, però degut a la forma en què treballen l'evolució i la pressió de selecció, aquells exemplars joves que creuaven la barrera ambiental serien recompensats. Tot el que necessitaven era guanyar el primer pas cap a terra, i l'evolució s'encarregaria de la resta. Gràcies a totes les seves per-adaptacions i a estar en el lloc correcte en el moment adequat, tota la potencialitat oculta de la nova interrelació entre ambient i forma vivent emergiria eventualment.
En aquest temps hi havia molts invertebrats que s'arrossegaven per terra i aigua, principalment al terra humit, més que suficient per a oferir als nous habitants oportunitats d'alimentar-se. Alguns d'aquests invertebrats eren fins i tot bastant grans com per a alimentar-se de tetràpodes petits, convertint-se en un potencial perill, però així i tot el medi terrestre era un lloc molt més segur i oferia més que les aigües enllotades. Els adults serien massa grans i pesants per a tenir èxit, però els joves, més lleugers i àgils, pogueren adaptar-se més ràpidament i aconseguir l'èxit: alguns membres de la moderna subfamília Oxudercinae són capaços d'atrapar insectes en ple vol mentre estan a terra, i per això no s'ha de subestimar l'agilitat dels primers tetràpodes joves.

### Tetràpodes del Carbonífer
Fins als anys 1990 existia en el registre fòssil una bretxa de 30 milions d'anys entre els tetràpodes del Devonià superior i la reaparició de formes amfíbies durant el Carbonífer mitjà. Aquesta interrupció es coneix com la bretxa de Romer en honor del paleontòleg que establí la seva presència.
Durant aquesta bretxa, els tetràpodes desenvoluparen la columna vertebral, membres digitats i altres notòries adaptacions a la vida terrestre com ara les orelles i el crani. El nombre de dits en cada membre es fixa en cinc, degut a l'extinció de llinatges amb polidactília positiva.
La transició dels peixos aquàtics d'aletes lobulars als amfibis avançats constitueix un dels moments més significatius de l'evolució dels vertebrats. El pas de la vida en un ambient sense sensació de gravitació a en absència d'aigua que suporti el pes del cos requereix adaptacions extraordinàries en el disseny corporal, tant des del punt de vista morfològic com funcional. Eryops és un exemple d'un animal que realitzà aquestes adaptacions. Va mantenir i refinar la majoria dels trets propis dels seus avantpassats aquàtics. Les seves fortes extremitats suportaven i permetien transportar el seu cos fora de l'aigua; una espinada més gruixuda prevenia el col·lapse del cos sota el seu propi pes. La modificació d'ossos mandibulars vestigials propis de peixos portà al desenvolupament de pavellons auriculars rudimentaris, que permetia sentir sorolls transportats per l'aire.
Ja en el Viseà del Carbonífer mitjà, els tetràpodes primitius havien originat almenys tres branques principals. Diversos amfibis basals són representatius del grup dels laberintodonts, clade format pels temnospondilis (com Eryops) i els igualment primitius antracosaure, parents i ancestres dels amniotes. Depenent de l'autoritat taxonòmica seguida, els amfibis moderns (granotes, salamandres i cecílies) deriven d'un o altre d'aquests subgrups (o possiblement d'ambdós, tot i que aquesta és una visió minoritària).
Els primers amniotes que es coneixen daten de la primera part del Carbonífer, i entre ells —ja en el Triàsic— es troben els primers mamífers, tortugues i cocodrils (els llangardaixos i les aus aparegueren durant el Juràssic, i les serps durant el Cretaci. Com a membres vius del llinatge dels tetràpodes, aquests animals representen els punts filogenètics extrems d'aquells dos llinatges divergents. Un tercer grup, més primitiu, ancorat en el Carbonífer, els bafètids, no deixà descendents actuals. Finalment, Lepospondylii és un grup Paleozoic extingit i difícil de relacionar taxonòmicament.

### Tetràpodes del Permià
Durant el període Permià el terme «tetrapode» comença a perdre la seva utilitat, car els distints llinatges del grup comencen a divergir. A més de l'aparició de clades com Temnospondyli i Anthracosaurus entre els primers protoamfibis laberintodonts, entraren dos clades importants i divergents d'amniotes: Sauropsida i Synapsida, essent aquests últims els animals més reeixits i importants de tot el Permià. Cadascun d'aquests llinatges, això no obstant, es continua agrupant dins de Tetrapoda: així, Homo sapiens és una forma summament especialitzada a partir d'un peix d'aletes lobulars.

### Formes actuals de tetràpodes
Existeixen tres categories principals de tetràpodes que sobreviuen avui dia:
Amphibiagranotes, gripaus i salamandres.
SauropsidaLa majoria dels rèptils moderns, tortugues i aus.
SynapsidaMamífers actuals.
S'ha de tenir en compte que les serps, llangardaixos i amfibis sense potes són igualment considerats tetràpodes a causa del fet que descendeixen de formes que posseïren quatre extremitats. Amb el mateix argument s'inclouen en aquest grup a les varietats aquàtiques de mamífers, com la balena, el manatí, la foca…
La majoria dels tetràpodes de l'actualitat són terrestres, si més no les formes adultes, però algunes espècies com Ambystoma mexicanum són completament aquàtiques. Els ictiosaures i les balenes modernes i dofins estan entre els pocs tetràpodes que retornaren completament al medi aquàtic.

## Classificació

### Sinapomorfies
Els tetràpodes comparteixen les següents sinapomorfies:
- Presenten dos parells de potes
- Estilòpode amb capacitat de gir
- Autòpode de nova formació
- Presenten un parell d'ossos nasals al sostre dèrmic del dermatocrani
- Han perdut els extraescapulars
- Existència d'escotadura òtica, orella mitjana i laberint ossi amb finestra oval
- El iugal i quadrat-igual estan en contacte
- Cintura escapular sense post-temporal i aparició d'interclavícula
- Cintura pelviana de tres peces
- Columna vertebral amb regionalitat cervico-sacre

### Taxonomia
Taxonomia parcial dels tetràpodes:
- Fílum Chordata
  - Classe Sarcopterygii
    - Subclasse Tetrapodomorpha
      - Eusthenopteron
      - Panderichthys
      - Tiktaalik

  - Superclasse Tetrapoda
    - Família Elginerpetontidae
    - Família Acanthostegidae
    - Família Ichthyostegidae
    - Hynerpeton
    - Família Whatcheeriidae
    - Família Crassigyrinidae
    - Família Loxommatidae
    - Família Colosteidae
    - Batrachomorpha
      - Classe Amphibia (amfibis)
        - Subclasse Lepospondyli
        - Subclasse Temnospondyli
        - Subclasse Lissamphibia (granotes i salamandres)

    - Reptiliomorpha
      - Amniota
        - Classe Sauropsida (rèptils)
          - Classe Aves (ocells)

        - Classe Synapsida (rèptils mamiferoides)
          - Classe Mammalia, mamífers (en sentit estricte)